# 크로크 앤 대거
크로크 앤 대거(Cloak And Dagger)는 미국에서 제작된 프리츠 랑 감독의 1946년 멜로/로맨스, 모험, 스릴러, 전쟁 영화이다. 게리 쿠퍼 등이 주연으로 출연하였고 밀튼 스펄링 등이 제작에 참여하였다.

## 출연

### 주연
- 게리 쿠퍼
- 릴리 팔머

### 조연
- 로버트 알다
- 블라디미르 소콜로프
- J. 에드워드 브롬버그
- 마저리 호쉘
- 루드윅 스토셀
- 헬렌 타이믹
- 댄 세이모어
- 마크 로렌스
- 제임스 플러빈
- 패트릭 오무어
- 찰스 마쉬
- 마이클 버크
- 로버트 쿠트
- 버논 도닝
- 로스 포드
- 홈즈 허버트
- 클리프턴 영
- 존 백니
- 렉스 바커
- 유진 보든
- 폴 브래들리
- 프레더릭 브룬
- 헬러 크로슬리
- 엘비라 쿠르치
- 앨버트 다르노
- 욜라 다브릴
- 칼 델로로
- 클레어 두 브레이
- 에디 던
- 에릭 펠더리
- 브루스 퍼널드
- 아트 포스터
- 리처드 프레이저
- 아르노 프레이
- 프레더릭 기어만
- 헨리 구트먼
- 가이 킹스포드
- 마튼 라몽
- 찰스 라 토르
- 브루스 레스터
- 린 라이온스
- 로리 말린슨
- 안소니 마쉬
- 프랭크 마요
- 피터 마이클
- 마리아 몬테일
- 네일 모로
- 존 마이롱
- 릴리언 니콜슨
- 폴 팬저
- 에디 파커
- 길 퍼킨스
- 오토 레이초
- 줄리안 리베로
- 레이몬 로스
- 존 로이스
- 바비 샌톤
- 헥터 세르노
- 레오나르도 스카비노
- 한스 스첨
- 댄 쉐리던
- 조지 소렐
- 레이 스파이커
- 로테 스타인
- 로버트 R. 스티븐슨
- 돈 터너
- 한스 본 모하트
- 레지나 월리스
- 리처드 월쉬
- 더글러스 월턴
- 레오 화이트
- 크레인 휘틀리
- 프랭크 윌콕스
- 빅터 짐머맨

## 제작진
- 세트: 월터 F. 틸포드